# 정태병
정태병(鄭泰炳, 1916년 8월 15일 ~ ?)은 일제시대, 대한민국의 동화작가, 시인이다. 호는 우정(友汀).
1916년 8월 15일 전라남도 영광군 영광면 백학리 39번지에서 부친 정동안, 모친 김안의 장남으로 태어났다. 영광보통학교를 졸업까지 했으나 부친이 일찍 돌아가는 바람에 상급학교로 못 올라갔다. 이를 안타까이 여긴 숙부 정동희의 덕을 봐서 영광공립보습학교를 다녀 1930년 2월 졸업했다. 졸업 후에는 영광에서 풀잎사라는 서점을 열었다. 23살 때 이른바 영광공산당사건으로 시인 조운, 매형 위계후와 함께 경찰에 끌려갔다 몇 달간 구류되었으나 치안유지법위반 혐의 없음으로 1938년 5월 16일 풀려났다. 이후로도 노 풀잎사를 경영하고 또한 여러 어린이 잡지를 읽으며 동요, 동화 습작에 열심했다.
1939년 《매일신보》 신춘문예 현상공모에 1등으로 당선되었고, 이때부로 여러 자작한 동화를 발표하기 시작했다. 1941년 박세보와 결혼했다. 슬하에 일남이녀. 결혼을 하여 가계를 꾸려나가고자 영광읍사무소에 근무했다.
1946년 4월 광주의 호남신문사에서 지방부장으로 발령받아 근무했다. 그러나 동년 8월 18일 군정법령을 위반한 혐의로 신문은 필화를 당하고 그 서슬에 정태병도 휘말려 연행의 곤욕을 치렀다. 필화사건 후로 상경하여 서울의 신문사에 근무하였다고 하는데, 언론인 명부에서는 기록이 없고 다만 문학단체에서 활동한 것만 확인된다. 소년운동자 제2차 간담회의 〈조선소년운동의 금후 전개와 지도 단체조직〉 및 〈어린이날〉 준비 등의 논의 자리에서 조선 소년지도자협의 조직준비위원으로 피임되었다. 또 조선문학가동맹 아동문학과 위원을 맡기도 했다. 조선문학가동맹 전남지부 창설 때 단체의 대표로서 광주로 내려오기도 했다. 소년잡지 《새동무》의 동화 집필진이 되고, 《아동문학》 창간호에 〈아동문화운동의 새로운 전망〉을 기고키도 했다.
1950년 한국전쟁 발발 이후 전황을 살피러 밖에 나갔다가 실종되었다.